# Maddalakhane, Bagepalli
Maddalakhane là một làng thuộc tehsil Bagepalli, huyện Chikkaballapur, bang Karnataka, Ấn Độ.